# Pakistan ai Giochi della XXVII Olimpiade
Il Pakistan partecipò ai Giochi della XXVII Olimpiade, svoltisi a Sydney, Australia, dal 15 settembre al 1º ottobre 2000, con una delegazione di 27 atleti impegnati in sei discipline.